# كم تشي غون
كيم تشي غون (الكورية: 김치곤) ، من مواليد 29 يوليو 1983 في كوريا الجنوبية ، لاعب كرة قدم كوري جنوبي.
و هو يلعب مع نادي سيؤول.
و هو يلعب مع منتخب كوريا الجنوبية لكرة القدم.

## روابط خارجية
- كم تشي غون على موقع الاتحاد الدولي (مؤرشف)  (الإنجليزية)
- كم تشي غون على موقع دوري كوريا الجنوبية (الإنجليزية)
- كم تشي غون على موقع قاعدة بيانات كرة القدم.إي يو (الإنجليزية)
- كم تشي غون على موقع ناشيونال فوتبول تيمز (الإنجليزية)
- كم تشي غون على موقع أوليمبيديا (الإنجليزية)